# Herzog von Praslin
Der Titel Herzog von Praslin (Duc de Praslin) wurde 1762 César Gabriel de Choiseul verliehen, der ab 1761 französischer Außenminister war. Seine Nachkommen führen den Titel noch heute.
Der neben César-Gabriel de Choiseul bekannteste Herzog von Praslin ist Charles Théobald de Choiseul-Praslin (1805–1847), der des Mordes an seiner Ehefrau überführt wurde und sich selbst tötete.
Der Zusammenhang des Namens Praslin mit dem Konfekt Praline stammt aus der Zeit vor der Erhebung der Familie in den Herzogstand und geht zurück auf den Koch von César de Choiseul, Graf von Plessis-Praslin (1598–1675), Marschall von Frankreich und Minister des Sonnenkönigs Ludwig XIV., Der Koch des Grafen benannte seine Kreation nach seinem Herrn 'Praslin'.

## Herzöge von Praslin
- César Gabriel de Choiseul (1712–1785), Comte de Chevigny, Vicomte de Melun et de Vaux, 1762 erster Herzog von Praslin, 1761–1766 französischer Außenminister
- Renaud César Louis de Choiseul (1735–1791), dessen Sohn, zweiter Herzog von Praslin
- Antoine-César de Choiseul-Praslin (1756–1808), dessen Sohn, Duc de Choiseul, 1791 dritter Herzog von Praslin
- Claude Raynald Laure Félix de Choiseul (1778–1841), dessen Sohn, 1808 vierter Herzog von Praslin
- Hugues Charles Laure Théobald de Choiseul (1805–1847), dessen Sohn, 1841 fünfter Herzog von Praslin
- Gaston Louis Philippe de Choiseul (1834–1906), dessen Sohn, 1847 sechster Herzog von Praslin
- Marie Jean Baptiste Gaston de Choiseul (1876–1964), dessen Sohn, 1906 siebter Herzog von Praslin
- Marie César Gabriel de Choiseul (1879–1966), dessen Bruder, 1964 achter Herzog von Praslin
- Marie César Gaston Jean Antoine Louis de Choiseul (1915–2002), dessen Sohn, 1966 neunter Herzog von Praslin
- Raynald de Choiseul (* 1945), dessen Sohn, 2002 zehnter Herzog von Praslin